# Marie-Joseph Lory
Pour les articles homonymes, voir Lory.
Marie-Joseph Lory, né en 1920 et mort en 1993, était un homme de lettres, enseignant et écrivain français.

## Biographie
Né en 1920 à Paris, Marie-Joseph Lory grandit à Limoges et se considèrera toujours comme limousin. Il suit des études de lettres au lycée Louis-le-Grand puis à l’Université de Clermont-Ferrand, avant d'entreprendre une thèse de doctorat à la Sorbonne sur la pensée religieuse de Léon Bloy, thèse qui obtient une certaine notoriété, et dont la publication lui vaut d’être lauréat du prix d’Académie en 1954.
Marie-Joseph Lory est embauché comme professeur au Collège d’Europe à Bruges, où il enseignera de 1951 à 1984, principalement en histoire contemporaine. Particulièrement apprécié pour ses qualités d'orateur, M.-J. Lory est un des premiers à enseigner l'histoire européenne dans une perspective globale plutôt que nationale. Sa position lui vaut d’être nommé représentant agent consulaire de France à Bruges, puis consul honoraire. Pour avoir ainsi servi la cause de la France (et de l'Union européenne naissante), il est fait chevalier de l’ordre national du Mérite en 1967, puis de la Légion d’honneur en 1977.
Outre les divers ouvrages académiques qu’il rédigea, Marie-Joseph Lory est l’auteur de deux romans (plutôt à destination d’un public adolescent), Le Crapaud volant et Quatrième Vicaire, qui connurent une importante diffusion et furent traduits et édités en plusieurs langues (voir la bibliographie).
Fervent catholique, Marie-Joseph Lory accorde à la religion une place substantielle dans nombre de ses ouvrages. En 1956, à la demande de Mgr Joseph Guffens, il voyage au Congo belge en vue de préparer la participation du Pavillon des Missions à l'Exposition universelle de 1958 : Mgr Guffens souhaitait montrer à cette occasion que les élites africaines étaient prêtes à prendre la relève des missionnaires. Pour sa contribution, M.-J. Lory est fait chevalier de Saint-Grégoire-le-Grand par le pape Jean XXIII en 1959.
Lourdement handicapé par une thrombose à partir de 1984, Marie-Joseph Lory passe la fin de sa vie en Corrèze, où il décède en 1993.

## Publications
- Léon Bloy et son époque (1870–1914), Desclée de Brouwer éd. (Paris), 1944.
- La Pensée religieuse de Léon Bloy, Desclée de Brouwer éd. (Paris), 1951. [prix d’Académie 1954]
- Face à l'avenir : l'Eglise au Congo belge et au Ruanda-Urundi, Casterman éd. (Paris, Tournai), 1958.
- Le Crapaud volant, Desclée de Brouwer éd. (Paris), 1958.
  - Traduction en anglais : The Village that Took to the Air, The Bodley Head éd. (London), 1959
  - Traduction en suédois : Flygande paddan, Gleerup éd. (Lund), 1960
- Quatrième vicaire, Desclée de Brouwer éd. (Paris),1960
  - Traduction en allemand : Vikar Nummer 4, Herder éd. (Freiburg), 1962
  - Adaptation au format poche : Pourquoi pas bedeau ?, G.P. éd., 1964
- Douze Leçons sur l'Europe, 1914–1947, De Tempel éd. (Bruges), 1968
- Sur les pas d'Edmond Michelet (Fresnes–Dachau 1943–45), Les Anciens de Dachau éd. (France), 1977

## Famille
Marie-Joseph Lory et son épouse Marthe Lugand ont eu 5 enfants, parmi lesquels l’écrivain Georges Lory et les universitaires Pierre Lory et Bernard Lory.